# 不定小虎介
不定小虎介（学名：Kotoracythere inconspicus）为真花介科小虎介屬下的一个种。